# Gardens of Grief
Gardens of Grief er en EP af det svenske melodiske dødsmetalband At the Gates der blev udgivet i 1991. EPen var senere genudgivet som en dele-CD med Grotesques In the Embrace of Evil album
I indlægget kan man finde denne sætning: "Tomas vil gerne dedikere sangen "At the Gates" til minde om Per Ohlin ..R.I.P..." Han var vokalist i Mayhem og Morbid inden han begik selvmord i april 1991.

## Numre
1. "Souls of the Evil Departed" – 3:34
2. "At the Gates" – 5:22
3. "All Life Ends" – 6:10
4. "City of Screaming Statues" – 4:46

## Musikere
- Anders Björler – Guitar
- Jonas Björler – Bas
- Adrian Erlandsson – Trommer
- Alf Svensson – Guitar
- Tomas Lindberg – Vokal